# Innimond
Innimond (también escrito Innimont incluso en textos oficiales) es una comuna francesa del departamento de Ain, en la región de Auvernia-Ródano-Alpes.

## Demografía
| 188 | 143 | 98 | 82 | 81 | 95 | 108 | 117 |
| Para los censos de 1962 a 1999 la población legal corresponde a la población sin duplicidades (Fuente: INSEE [Consultar]) |     |    |    |    |    |     |     |